# محمد عادل العجمي
محمد عادل العجمي (1976 -) هو صحفي مصري ومدرب عضو نقابة الصحفيين، عضو منظمة الصحفيين العالمية.

## المؤهل
- دكتوراه في الآداب من قسم علوم الاتصال والإعلام جامعة عين شمس بتقدير مرتبة الشرف الأولي / الصحافة الاقتصادية / 2017.[5]
- ماجستير (اجتماع – إعلام) جامعة عين شمس، صورة رجل الأعمال في الصحف المصرية دراسة تحليلية بتقدير ممتاز 2009.
- دبلومه في السياسة والاقتصاد من جامعة القاهرة عام 2005.
- ليسانس الآداب قسم الإعلام جامعة المنيا عام 1998.
- عضو جمعية المحلليين الفنيين
- سكرتير المركز المصري للشفافية ومكافحة الفساد
- عضو مجلس إدارة المنتدي الاستراتيجي للتنمية والسلام

## العمل الحالي
- مدير تحرير جريدة الوفد.
- مدير أكاديمية الوفد للتدريب والصحافة والإعلام.
- رئيس قسم البنوك بالوفد.[6]
- رئيس تحرير صباح البنوك[7]
- صاحب قناة صباح البنوك على اليوتيوب لنشر الثقافة المالية والمصرفية[8]
- مدرب في مجال الإعلام وإدارة الإعلام والتعامل مع البنوك والبورصة
- 15 سنة في مجال التدريب (الإعلام، والصحافة، والاتصال المؤسسي).

## جوائز وتكريم
- المركز الأول في الصحافة الاقتصادية في مسابقة التفوق الصحفي بنقابة الصحفيين المصرية عام 2014
- شهادة تقدير من نقابة الصحفيين في الصحافة الاقتصادية عن سعر الفائدة الحائر 2010
- جائزة أفضل بحث من معهد للدراسات السياسية لحزب الوفد – عن الحراك السياسي عام 2010
- المركز الأول في التفوق الصحفي بنقابة الصحفيين عن الصحافة الاقتصادية لعام 2008.
- تكريم نقابة الصحفيين علي درجة الماجستير في 10 يونيو 2009
- درع الاتحاد العربي لمراكز التحكيم الهندسي للمشاركة الفعالة في مؤتمر التحكيم الرابع (14-15 مارس 2009)
- تكريم قسم الإعلام بكلية الآداب جامعة المنيا، للتميز الإعلامي (20 أبريل 2008)ٍ
- المركز الأول في مشروع التخرج - قسم الإعلام كلية الآداب جامعة المينا لتحرير وتنفيذ وإخراج جريدة الصرخة *عام 1998
- تكريم محافظ المنيا، الحصول علي ميدالية المحافظة
- المركز الأول في البحوث الاجتماعية علي مستوي جامعة المنيا 1998
- المركز الأول في البحوث عن موضوع «توشكي والمستقبل» - جامعة حلوان 1997
- جائزة أفضل بحث اجتماعي علي مستوي محافظة المنيا في المرحلة الإعدادية

## كتب
دولة رجال الأعمال – مصر في أحضان البيزنس، دار النشر مكتبة جزيرة الورد، الطبعة الأولي 2011
الفساد في البنوك - وقائع موثقة بالمستندات - الجزء الأول - دار النشر مكتبة جزيرة الورد الطبعة الأولي 2011

## بحوث ودراسات
- المشاركة في العديد من المؤتمرات كمتحدث وتقديم أوراق بحثية
- المشاركة في ملتقيات الشباب للبحث العلمي، بأكاديمية البحث العلمي والتكنولوجيا بوزارة البحث العلمي.
- إعداد الدراسات والبحوث في مجال الإعلام والصحافة والاقتصاد والبنوك منها:-
- الصحافة الاقتصادية اخلاق وتنمية - ملتقي الاعلام الاقتصادي 2017
- الوسطية في الاعلام بين الواقع والمأمول 2016
- الأزمة اليمنية والقطاع المصرفي
- تحليل عن الرؤية المستقبلية للعملة القطرية
- تحليل عن القطاع المصرفي المصري
- تحليل ودراسات عن النفط، والتوقعات العالمية
- الصحافة الاقتصادية ومشكلة المخزون الراكد، المؤتمر السنوي التاسع لإستراتيجية الفعالة للتخلص من المخزون الراكد أكتوبر 2010
- الحراك السياسي في مصر في العقد الماضي، معهد الدراسات السياسية بحزب الوفد

## خبرات سابقة منها
- رئيس التحرير التنفيذي لجريدة اقتصاد الغد
- رئيس قسم البنوك بجريدة البورصجية
- مدير تحرير بجريدة الأموال
- مراسل ومحرر اقتصادي في عدد من الجرائد اليومية منها: الجزيرة السعودية والأيام البحرينية والشرق الأوسط – لندن وأوان الكويتية والعالم اليوم المصرية
- محرر في عدد من الصحف الأسبوعية منها: البورصجية والأموال واقتصاد الغد والاقتصادية وأخبار العمال، والرأي العام الإسلامي وصوت الأزهر والحياة المصرية وأخبار الصعيد، والأمة والوطن العربي، وصوت المنيا وجماهير الصعيد وصوت الجنوب، وصوت الجامعة وصوت سوهاج.
- مراسل ومحرر في عدد من المجلات العربية والمصرية منها: الأهرام الاقتصادي والمستثمرون وأموال الخليج وأموال مصر وبنوك ومال وأخبار النفط والطاقة والمجلة الاقتصادية ومينا بيزنس.
- محرر اقتصادي وعلمي في وكالات أنباء منها:وكالة الأهرام للصحافة ووكالة الصحافة العربية
- مراسل عدد من المواقع الإلكترونية منها زاوية رويترز
- معد برنامج لقمة عيش علي القناة الفضائية العاصمة و LTC

## دورات تدريبية
- دورات في شبكات التواصل الاجتماعي، والصحافة الاقتصادية، وقضايا العمل والعمال
- دورات في التنمية الاقتصادية، تنمية الوعي لدي الشباب، وتطبيق الحوكمة والشفافية
- دورات في التحليل المالي، وقراءة البيانات والتقارير الاقتصادية
- دورات في فنون الكتابة، وكتابة العناوين، وفنون التحرير
- دورات في التغطية الإعلامية، وإدارة المواقع الإلكتروني
- دورات في التحقيق الصحفي، والحديث الصحفي، والتقرير الصحفي
- دورات في كيفية الكتابة لشبكات التواصل الاجتماعي
- دورات في كيفية التخطيط لإدارة أزمة إعلامية، ومواجهة الشائعات
- دورات في تعزيز السلم الاجتماعي واحترام قيم حقوق الإنسان
- دورات في التغطية الصحفية للقضايا الاقتصادية
- دورات في تدريس الاقتصادي للصحفيين
- دورات في مجال الخطابات العامة وفن الإلقاء
- دورات في فن صناعة المحتوى